# 기즈강 (교토부)

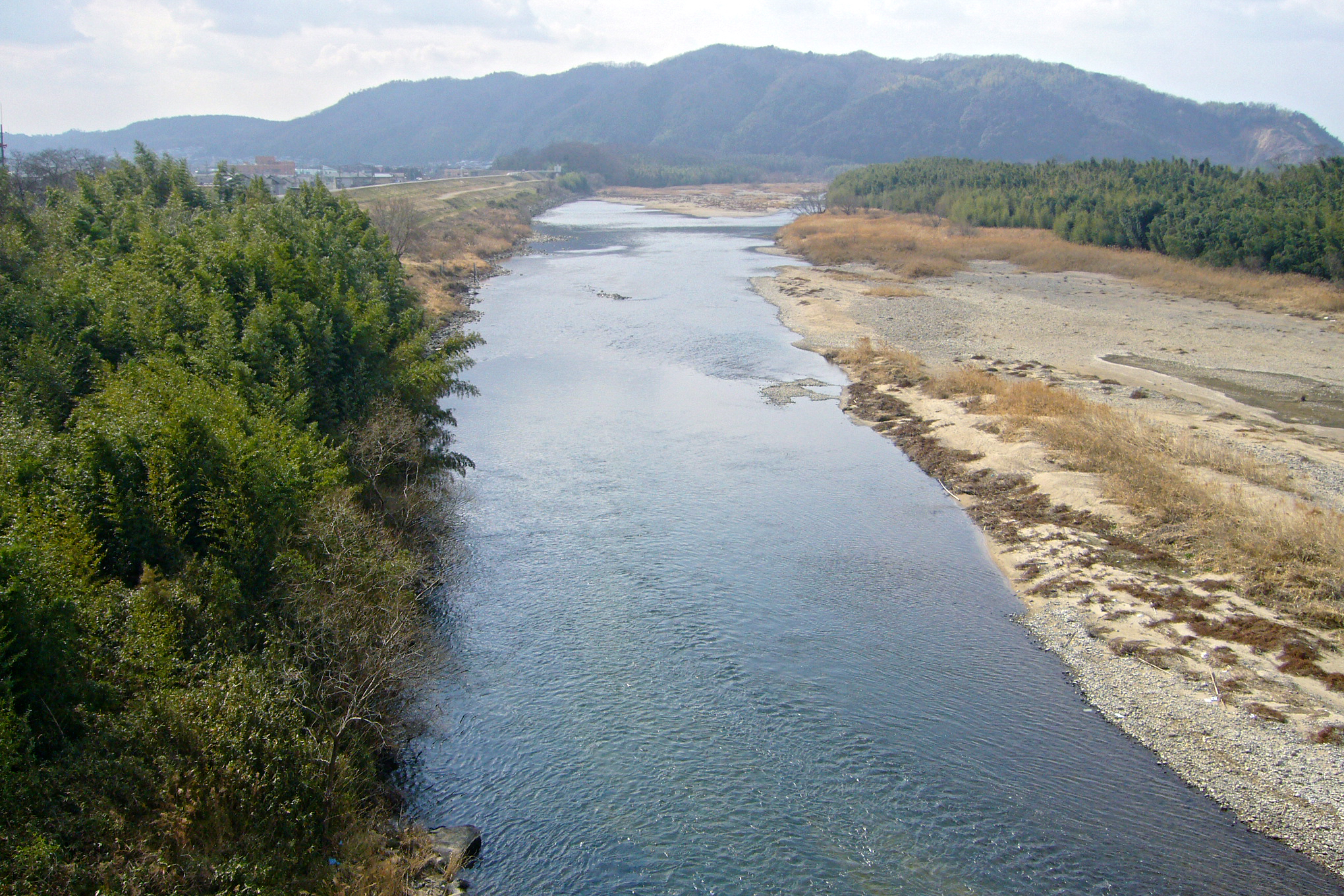
교토부 키즈가와시 쿠니(恭仁)대교에서 본 기즈강

기즈강(木津川 기즈가와[*])은 미에현 및 교토부를 흐르는 요도강을 수계로 한 지류로 일급 하천이다.
미에현 이가시에서 츠게강(柘植川) 및 핫토리강(服部川)과, 교토부 소라쿠군(相楽郡), 미나미야마시로촌(南山城村)에서 나바리강(名張川)과 합류한다. 나바리강과의 합류점보다 상류에 위치한 강은 이가강(伊賀川)으로 칭하기도 한다.